# Chloroaceton

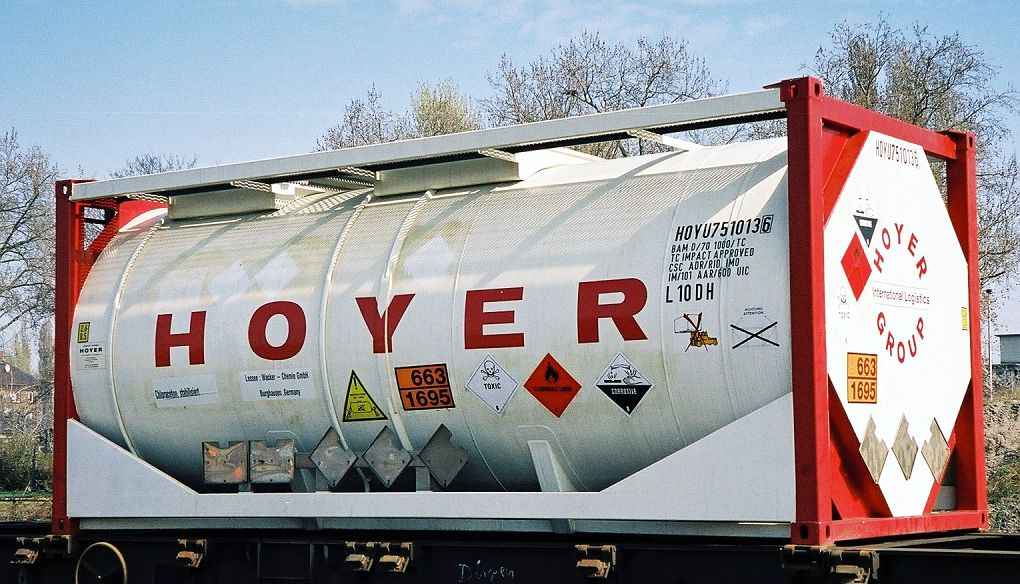
Cysterna kolejowa przewożąca chloroaceton

Chloroaceton, chloropropanon, CH3COCH2Cl – organiczny związek chemiczny z grupy ketonów, chlorowa pochodna acetonu, silnie trujący lakrymator (stosowany podczas I wojny światowej jako bojowy środek trujący).

## Właściwości
Jest bezbarwną cieczą o przykrym, drażniącym zapachu. Pod wpływem światła zmienia barwę na żółtą lub bursztynową. Jest rozpuszczalny w alkoholu, eterze i chloroformie. W podwyższonej temperaturze hydrolizuje pod wpływem wody. Roztwory siarczku sodu rozkładają chloroaceton na nietoksyczne produkty.
- Numer rozpoznawczy (ADR): 1695
- Dolna granica wybuchowości: 3,4%
- Ciśnienie pary (20 °C): 16 hPa

## Historia
Jako gaz bojowy został po raz pierwszy użyty, pod nazwą Tonite, przez Francję w czasie I wojny światowej w listopadzie 1914. Następnie był stosowany, pod nazwą Martonite, przez to samo państwo jako składnik mieszanki z bromoacetonu i chloroacetonu (w stosunku 4:1).

## Zastosowanie
Chloroaceton może być stosowany:
- w produkcji sprzęgaczy do fotografii kolorowej oraz fungicydów, pestycydów, herbicydów, defoliantów i desykantów
- pośrednio w produkcji perfum, przeciwutleniaczy, leków przeciwzapalnych i przeciwwrzodowych;
- w fotopolimeryzacji związków winylowych
- jako selektywny rozpuszczalnik przy rozdzielaniu dienów
- jako półprodukt w otrzymywaniu związków azolowych, chlorofluoroacetonów i anoreksjantów fenyloizopropyloaminowych
- jako inhibitor papainy.

Chloroaceton reaguje z arylowymi związkami Grignarda, tworząc stylbeny. Jest także proponowanym katalizatorem w produkcji tetraetyloołowiu. Wykorzystuje się go w syntezie furanów metodą Feista-Benariego:
Wykazano także działanie przeciwnowotworowe w leczeniu mięsakoraka Walkera 256 u szczurów, białaczki limfatycznej p-388 i czerniaka b-16 u myszy.

## Toksykologia
Chloroaceton wykazuje silnie działanie drażniące dla błon śluzowych, oczu, skóry i górnych dróg oddechowych. Jest wchłaniany z dróg oddechowych i przez nieuszkodzoną skórę. Kontakt ciekłego chloroacetonu ze skórą wywołuje bolesne owrzodzenia, a z oczami może powodować trwałe uszkodzenia. W stężeniu 5-8 ppm powoduje łzawienie. Stężenie 26 ppm jest niemożliwe do wytrzymania już po 1 minucie ekspozycji z powodu nasilenia się podrażnień błon śluzowych. Przy użyciu chloroacetonu jako gazu bojowego, stężenie 605 ppm jest śmiertelne po 10 minutach ekspozycji.
Objawami chwilowej ekspozycji na działanie chloroacetonu są: łzawienie, kaszel, zaczerwienienie skóry (możliwe pęcherze i owrzodzenie).
U szczurów narażonych na średnie stężenie 15 ppm chloroacetonu przez 11 dni wykazano podczas autopsji uszkodzenia płuc, serca, nerek, wątroby i śledziony. W badaniu in vivo wykazano, że chloroaceton jest mutagenny, jednak testy na pięciu szczepach Salmonella dały wyniki negatywne.

## BHP
NDSP dla chloroacetonu wynosi 4 mg/m3. W Polsce nie ma ustalonej wartości NDS. W 2003 roku Amerykańska Konferencja Rządowych Higienistów Przemysłowych (ACGIH) ustaliła ją na 1 ppm (3,8 mg/m3) i oznakowało oznaczeniem "Skin", co oznacza absorpcję substancji poprzez skórę.